# Pacinje
Pacinje so naselje v Mestni občini Ptuj.